# Трайко Муфтински
Трайко Иванов Муфтински (на македонска литературна норма: Трајко Муфтински) е зограф и художник от Македония, един от доайените на живописта в Народна република Македония.

## Биография
Роден е в 1892 година в град Куманово, тогава в Османската империя. Учи рисуване в Белград, Прага и Загреб. Автор е на много картини на религиозни и светски теми, от които над 100 са дарени на община Куманово. Изписва множество църкви в района на Куманово, Прешево, Враня, Белград и други.
В 1917 година изписва иконостаса с 28 икони в църквата „Успение Богородично“ в Сикире. В 20-те години на XX век изписва иконостаса на „Свети Никола“ в Рамно. В 1937 година изписва католикона на Беляковския манастир. Трайко Муфтински е автор на икони от 1940-1941 година от стария иконостас в църквата „Св. св. Петър и Павел“ в Буяновац, които са запазени в трапезарията на църковната община.
Умира в 1963 година. По повод 50 години от смъртта му в Куманово е открита голяма изложба под името „Кумановски художници“.